# Nara Takeji
Bá tước Nara Takeji (奈良 武次, sinh ngày 28 tháng 4 năm 1868 mất ngày 21 tháng 12 năm 1962) là đại tướng Quân đội Đế quốc Nhật.

## Tiểu sử
Nara sinh ra trong một gia đình nông dân, thuộc một phần của thành phố Kanuma, tỉnh Tochigi. Khi còn là thanh niên ông theo học tại các trường quân sự dự bị và tốt nghiệp khóa 11 Trường Sĩ quan Lục quân (Đế quốc Nhật Bản) vào năm 1889, với hàm thiếu úy pháo binh. Năm 1893, ông tham dự trường sĩ quan pháo binh và tham gia cuộc chiến tranh Trung-Nhật lần thứ nhất từ năm 1894 đến năm 1985
Sau khi kết thúc chiến tranh, ông quay về theo học Đại học Lục quân (Đế quốc Nhật Bản) và tốt nghiệp khóa 13 trong tháng 12 năm 1899. Sau đó ông làm việc tại Bộ Tổng Tham mưu Quân đội Đế quốc Nhật Bản, và được gửi sang Đức với vai trò tùy viên quân sự.
Trong cuộc chiến tranh Nga-Nhật, Nara chỉ huy lữ đoàn pháo binh hạng nặng độc lập, biên chế tập đoàn quân 3 Đế quốc Nhật Bản bao vây cảng Lữ Thuận. Sau chiến tranh, ông quay trở lại Đức, ông được Thứ trưởng Bộ chiến tranh phong chức thiếu tướng vào năm 1914, ông làm việc ở Tập đoàn quân Đồn trú Trung Quốc (Đế quốc Nhật Bản) và sau đó là tham mưu trưởng các đơn vị Đế quốc Nhật Bản tại Thanh Đảo,
Nara thăng hàm trung tướng vào năm 1918, đại diện đoàn đại biểu Nhật Bản tham gia Hội nghị Hiệp ước hòa bình Versailles. Ông cũng là chủ tịch ủy ban điều tra Sự kiện Nikolayevsk.
Nara sau đó làm chánh phụ tá cho thái tử Hirohito và sau đó là chánh phụ tá hoàng đế Nhật Bản sau khi thái tử Hirohito đăng quang, cho đến năm 1933. Theo yêu cầu của đại tướng Sơn Huyện Hữu Bằng, Nara giám sát việc giáo dục hoàng tử trong các vấn đề quân sự thông qua giảng dạy lý thuyết và kinh nghiệm hoạt động. Dưới sự hướng dẫn của ông, hoàng đế Hirohito luyện thuật cưỡi ngựa và thực hành bắn đạn thật, thậm chí còn xây dựng trường bắn trong Cung điện Akasaka.
Năm 1921, ông tháp tùng cùng đi trong chuyến đi thăm chính thứ châu Âu của hoàng đế Hirohito.
Năm 1924, ông được phong hàm đại tướng và trở thành một thành viên của Hội đồng Cơ mật. Năm 1933, ông được phong tước Bá tước (Danshaku) trong hệ thống quý tộc Kazoku, không lâu sau đó ông nghỉ hưu từ bỏ binh nghiệp.
Trong giai đoạn sau chiến tranh, ông là chủ tịch Dai Nippon Butoku Kai. Ông mất vào năm 1962 và cuốn nhật ký của ông, khi ông còn làm phụ tá cho hoàng đế Hirohito, làm sáng tỏ thêm tư tưởng và vai trò của hoàng đế trong thế chiến thứ hai.

### Sách
- Bix, Herbert B (2001). Hirohito and the Making of Modern Japan. Harper Perennial. ISBN 0-06-093130-2.
- Nara, Takeji (tháng 11 năm 2000). 侍従武官長奈良武次日記・回顧録 (第1巻). Kashiwa Shobō. ISBN 4-7601-1752-0.
- Nara, Takeji (tháng 11 năm 2000). 侍従武官長奈良武次日記・回顧録 (第2巻). Kashiwa Shobō. ISBN 4-7601-1753-9.
- Nara, Takeji (tháng 11 năm 2000). 侍従武官長奈良武次日記・回顧録 (第3巻). Kashiwa Shobō. ISBN 4-7601-1754-7.
- Nara, Takeji (tháng 11 năm 2000). 侍従武官長奈良武次日記・回顧録 (第4巻). Kashiwa Shobō. ISBN 4-7601-1755-5.